# Suzana e os Anciões (Pittoni)
Suzana e os Anciãos ou Susana e os Velhos (Susanna e i vecchioni, em italiano) é uma obra a lápis sobre papel do artista italiana Giambattista Pittoni, de 1720. Atualmente, a obra figura na coleção Metropolitan Museum of Art, em Nova York, nos Estados Unidos.

## Análise
É um desenho composicional em giz preto que retrata a história de Antigo Testamento de Susana, aqui retratada à direita na nudez, surpreendida durante o banho por dois idosos, cujas figuras eles são sumariamente retratados. Na história, dois homens velhos ameaçam denunciar que ela estava sozinha com um rapaz no seu jardim, a menos que ela tenha relações sexuais com eles. A situação foi retratada por outros pintores, incluindo Tintoretto, Rembrandt e Peter Paul Rubens.
Pittoni esboçou inicialmente a composição geral de maneira rápida e leve, depois elaborou os contornos das figuras masculinas com uma pressão de mão muito maior para dar ênfase tonal.
É um trabalho com a sensibilidade rococó típica de Pittoni, na qual a composição parece ter sido feita para uma pintura e parece estar intimamente relacionada ao trabalho de um esboço presente no Museu Correr Civic de Veneza (inv. 4338) e na Fundação Cini de Veneza (inv. 30.252). O verso da obra contém alguns rabiscos acidentais em giz preto e vermelho (um motivo ascendente parece representar formas arquitetônicas), que não parecem ser do artista. A anotação das costas em gesso preto "79" é de uma mão do século XVIII, enquanto a anotação da grafite verso "14 [?]. 39,8 / 1" é de uma mão moderna (Carmen C. Bambach, 2005 )